# Arrest Erich Stauder

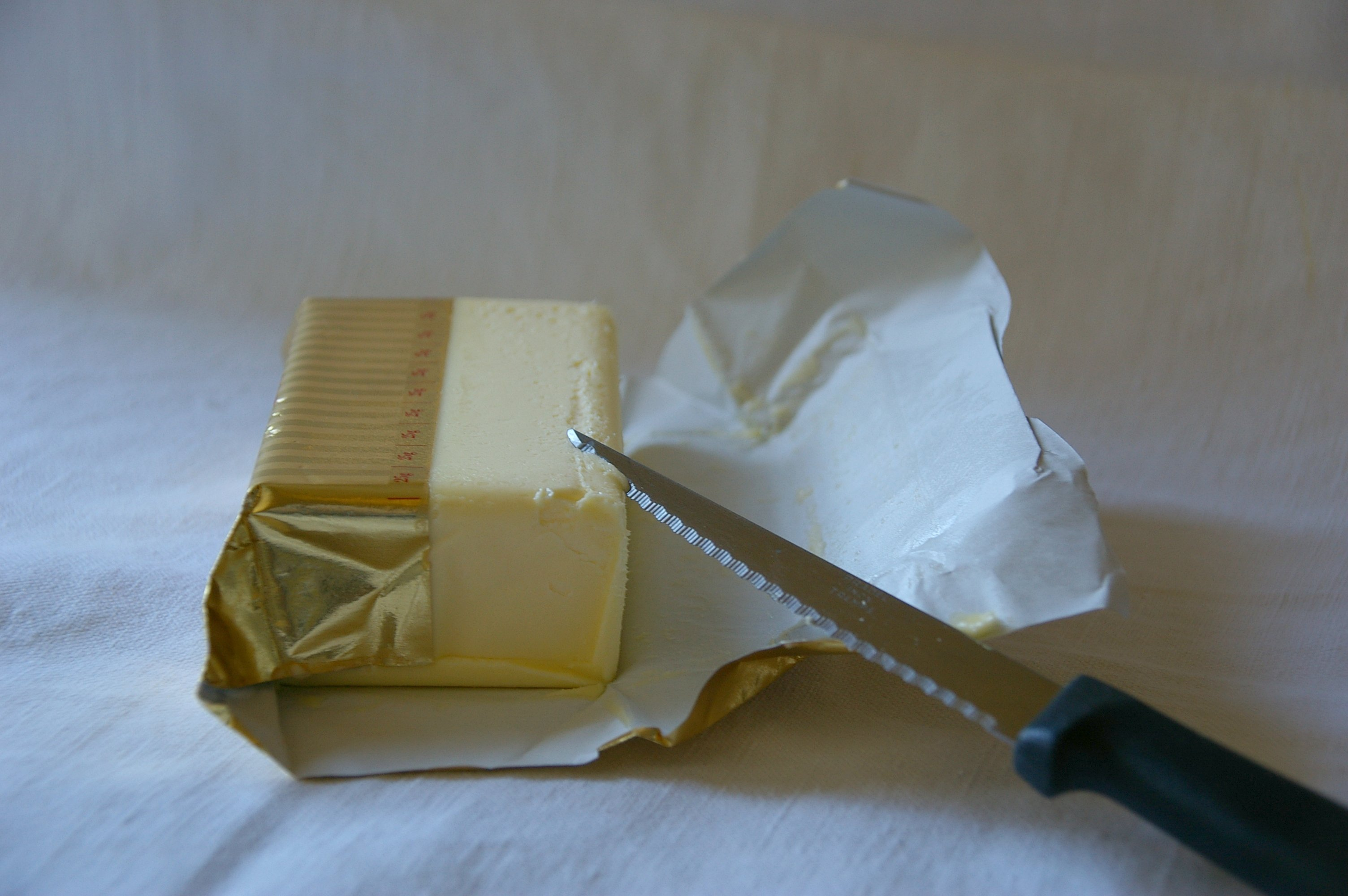
Boter

Het arrest Erich Stauder is een uitspraak van het Europees Hof van Justitie van 12 november 1969 (zaak 29/69), inzake
- grondrechten,
- interpretatie van een meertalige beschikking van de Commissie,
- in verband met de afzet van overtollige botervoorraden (de boterberg),
- waarbij in Duitsland gebruik wordt gemaakt van een bonnenkaart op naam.

## Beschikking
Beschikking 69/71/EEG van de Commissie van 12 februari 1969, betreffende de maatregelen waardoor aan bepaalde groepen consumenten de mogelijkheid wordt geboden boter te kopen tegen verlaagde prijs

## Casus
Om van overtollige botervoorraden (de boterberg) af te komen, had de Commissie besloten om boter tegen een verlaagde prijs beschikbaar te stellen voor mensen met een sociale uitkering, die normaliter geen boter zouden kopen vanwege de prijs.
Begunstigden konden maximaal een halve kilo boter per persoon per maand kopen tegen een verlaagde prijs.
Voor de distributie werd gebruikgemaakt van bonkaarten, te gebruiken in de bestaande distributiekanalen.
Om misbruik te voorkomen was (in de beschikking van de Commissie) als eis gesteld,
dat de (genummerde) bonnen herleidbaar waren op de persoon van de begunstigde.
Door een vergissing stond in de Duitse en Nederlandse vertaling dat de souche op naam diende te worden gesteld.
Duitse begunstigden kregen een kaart met boterbonnen, waarvan een souche op naam was gesteld.
Om misbruik te voorkomen was bepaald, dat men de bonnenkaart (met tenaamstelling) diende te tonen,
en dat men de boterbon pas in aanwezigheid van de verkoper mocht losscheuren.

## Procesverloop
Erich Stauder, die een uitkering genoot als oorlogsslachtoffer, had bezwaar tegen tenaamstelling van de bonkaart.
In een administratief geding tegen de stad Ulm, vorderde hij een voorziening bij voorraad.
Het Verwaltungsgericht te Stuttgart heeft het Hof van Justitie verzocht om een prejudiciële beslissing.

## Rechtsvraag
In artikel 4 van de beschikking 69/71/EEG van de Commissie van 12 februari 1969 (lees: in de Duitse vertaling) wordt de verkoop van boter tegen verlaagde prijs aan consumenten die sociale bijstand ontvangen, afhankelijk gesteld van bekendmaking van de naam van de begunstigde aan de verkoper.
Is dit verenigbaar met algemene beginselen van gemeenschapsrecht?

## Uitspraak Hof

### interpretatie van een meertalige beschikking
3. Overwegende dat wanneer één enkele beschikking tot alle Lid-Staten wordt gericht,
het vereiste ener uniforme toepassing en uitlegging medebrengt dat deze tekst niet op zich zelf in één van zijn versies wordt beschouwd, doch gebiedt dat hij zal worden geïnterpreteerd — met name in het licht van de in alle talen geredigeerde versies — zowel naar de werkelijke bedoeling van de wetgever, als gelet op het doel hetwelk hij zich daarmede heeft gesteld;
4. dat in een geval als het onderhavige de minst strenge interpretatie dient te worden gevolgd,
indien zij althans voldoende waarborg biedt dat de met de desbetreffende beschikking beoogde doeleinden worden verwezenlijkt;
dat voorts niet mag worden aangenomen, dat de auteurs der beschikking in sommige landen der Gemeenschap striktere verplichtingen wilden opleggen dan in andere;

### grondrechten
7. dat, aldus verstaan [(na rectificatie)], de litigieuze bepaling in genen dele in strijd komt met de fundamentele rechten van de mens welke besloten liggen in de algemene beginselen van gemeenschapsrecht, waarvan het Hof de eerbiediging verzekert;

### dictum
1.  Artikel 4, tweede gedachtenstreepje, der beschikking 69/71/EEG van 12 februari 1969 – gerectificeerd bij beschikking 69/244/EEG – moet worden geïnterpreteerd in die zin dat het slechts de individualisering verlangt van hen die het voordeel der daarin voorziene maatregelen genieten, zonder de vermelding van hun naam voor controle-doeleinden hetzij voor te schrijven, hetzij te verbieden; 2.  Bij de behandeling van de (...) aan het Hof voorgelegde vraag is niet gebleken van enig gebrek dat tot ongeldigheid der litigieuze bepaling kan leiden.

## Conclusie
Na rectificatie van de beschikking (de Nederlandse en Duitse vertaling) is duidelijk, dat slechts als eis is gesteld, dat de bonnen herleidbaar zijn op de persoon van de begunstigde. Een lidstaat kan kiezen voor bonkaarten op naam, maar dat is niet noodzakelijk. Er is derhalve niks mis met de beschikking van de Commissie. Tenaamstelling van de bonkaart is een keuze van de nationale overheid, waarover de nationale rechter kan beslissen.

## Betekenis
- Een vroege vermelding van grondrechten in een arrest van het Hof. Immers, toetsing van een verordening van de Commissie aan grondrechten.
- Interpretatie van meertalige teksten.

## Vervolg
In de arresten Stauder en Nold Kohlen (1974) werd een rechtshandeling van de Commissie (verordening c.q. beschikking) getoetst op schending van fundamentele rechten. In het arrest Handelsgesellschaft (1970) werd een verordening van de Raad eveneens hierop getoetst.
Zodoende kwam de handhaving van grondrechten als beginsel al vroeg in beeld in arresten van het Hof.
Een rechtshandeling van de Europese Unie kan dus worden getoetst op schending van fundamentele rechten.